# L'amore necessario
L'amore necessario è un film del 1991 diretto da Fabio Carpi.

## Trama
Due coniugi di mezz'età (concedentisi reciprocamente amori di passaggio) incontrano una coppia di giovani sposi e, quasi offesi dall'indecente perfezione di quell'amore, escogitano un perverso piano per incrinarlo.